# Acrolepia dioscoreivora
Acrolepia dioscoreivora is een vlinder uit de familie van de koolmotten (Plutellidae). De wetenschappelijke naam van deze soort is voor het eerst geldig gepubliceerd in 1989 door Gibeaux.
De soort komt voor in het Afrotropisch gebied.